# Manfred Zojer
Manfred Zojer (* 1. Juni 1939 in Klagenfurt) ist ein ehemaliger österreichischer Eisschnellläufer.
Zojer, der für den Eislaufverein Wörthersee startete, wurde im Jahr 1960 österreichischer Meister im Kleinen Vierkampf und nahm von 1956 bis 1964 an internationalen Wettbewerben teil. Dabei belegte er bei den Olympischen Winterspielen 1964 in Innsbruck den 35. Platz über 500 m. Er nahm an keiner Weltmeisterschaft teil. Nach seiner Karriere war er bei den Olympischen Winterspielen 1976 im Eisschnelllauf als Schiedsrichter tätig und bis 2014 28 Jahre Präsident des österreichischen Eisschnelllauf-Verbandes.

## Persönliche Bestzeiten
| Disziplin | Zeit        | Datum           | Ort                  |
| --------- | ----------- | --------------- | -------------------- |
| 500 m     | 43,5 s      | 4. Februar 1964 | Innsbruck            |
| 1000 m    | 1:31,8 min  | 9. Februar 1963 | Innsbruck            |
| 1500 m    | 2:23,4 min  | 30. Januar 1960 | Davos                |
| 3000 m    | 5:13,8 min  | 30. Januar 1960 | Davos                |
| 5000 m    | 8:57,2 min  | 26. Januar 1963 | Innsbruck            |
| 10.000 m  | 18:55,1 min | 17. Januar 1959 | Madonna di Campiglio |